# Đuričkovići
Đuričkovići (cyr. Ђуричковићи) – wieś w Czarnogórze, w gminie Danilovgrad. W 2011 roku liczyła 18 mieszkańców.